# Ситник Елла Василівна
Е́лла Васи́лівна Си́тник (до шлюбу Поведач, нар. 11 лютого 1963) — українська педагогиня, вчителька-методистка з історії та правознавства, спеціалістка вищої категорії. Відмінниця освіти України, нагороджена нагрудним знаком «Василь Сухомлинський».

## Життєпис
На початку кар'єри викладала історію партії в одному з вишів, однак вирішила пов'язати свою роботу зі школою, адже це було її дитячою мрією.
2000 року стала лауреаткою Всеукраїнського конкурсу «Класний керівник року. Крок у XXI сторіччя». Наступного року брала участь у II Всеукраїнському з'їзді працівників освіти.
2004 року на базі столичної спеціалізованої школи І-ІІІ ступенів № 250 з поглибленим вивченням математики створила Музей освіти, де проводяться тематичні уроки, під час яких учні мають змогу здійснити подорож Україною від найдавніших часів до сьогодення та ознайомитися з визначними діячами минулих літ.
Лауреатка премії «Учитель року — 2007» в номінації «Правознавство», нагороджена нагрудним знаком МОН України «Василь Сухомлинський». Делегатка III Всеукраїнського з'їзду працівників освіти (2011). 2012 року відзначена Подякою прем'єр-міністра України.
Навесні 2020 року взяла участь у проекті «Всеукраїнська школа онлайн», організованому Міністерством освіти України задля забезпечення дистанційного навчання школярів під час епідемії коронавірусу. Проукраїнська позиція Елли Ситник під час викладання матеріалу для учнів 5-го класу викликала хвилю обурення російських пропагандистів та пов'язаних з ними ЗМІ, які звинуватили вчительку в упередженості та «викривленні історичних фактів».
Входить до Всеукраїнської асоціації викладачів історії та суспільних дисциплін «Нова Доба». Менторка освітнього проєкту «Класна школа», створеного за сприяння польської неурядової організації «Центр Громадянської Освіти».

## Відзнаки та нагороди
- Нагрудний знак МОН України «Відмінник освіти»
- Нагрудний знак «Василь Сухомлинський» (2008)[2]
- Подяка Прем'єр-міністра України (жовтень 2012)